# Conclave del 1758
Il conclave del 1758 venne convocato a seguito della morte del papa Benedetto XIV e si concluse con l'elezione del papa Clemente XIII.

## Situazione generale
Alla metà del XVIII secolo una delle questioni più problematiche che la Chiesa si trovava ad affrontare era quella della Compagnia di Gesù. Le monarchie europee avevano cominciato a guardare con sospetto all'operato dei Gesuiti, la cui ingerenza negli affari di stato stava per loro iniziando a divenire intollerabile. Gli ideali dell'Illuminismo cominciavano a venire recepiti dalle corti d'Europa, così come l'assolutismo contribuì a coltivare un clima di ostilità crescente verso lo strapotere politico, culturale ed economico della Compagnia. Sul piano giuridico le nuove politiche giurisdizionaliste degli stati europei miravano a controllare le attività e l'organizzazione ecclesiastica.
Benedetto XIV, il papa colto e "progressista" che aveva tolto numerose opere dall'Indice dei Libri Proibiti, che intratteneva scambi epistolari con scismatici e atei, ortodossi e protestanti dissertando di arte e poesia, aveva perseguito una politica sostanzialmente neutrale nei confronti degli affari delle grandi potenze europee (che al momento della sua morte stavano combattendosi nella Guerra dei sette anni) quasi adoperandosi per una riconciliazione tra Chiesa e modernità nel rispetto delle prerogative dei sovrani. La sua moderazione unita alle sue doti diplomatiche permisero la sopravvivenza della Compagnia presso le monarchie europee, mentre il suo opaco, bigotto e poco energico successore dovette guardare impotente alla cacciata dei gesuiti da quasi tutte le potenze d'Europa.
Papa Benedetto XIV si ammalò gravemente a partire dal 26 aprile 1758, soffrendo di febbre alta che aggravò la sua asma. Nei giorni successivi il suo stato di salute precipitò repentinamente in conseguenza della gotta, che lo affliggeva da febbraio, e che unita a una disfunzione renale lo portarono al decesso, avvenuto il 3 maggio: aveva 83 anni e aveva regnato per 17 anni, 8 mesi e 16 giorni.
Dopo i consueti novendiali, il 15 maggio il decano del Sacro Collegio Raniero d'Elci presiedette la messa del Santo Spirito, mentre monsignor Giovanni Battista Bortoli pronunciò l'Oratio pro pontifice eligendo.

## Il Conclave
Il 15 maggio, quando il conclave iniziò, solamente ventisette cardinali erano presenti. Entro il 29 giugno ne arrivarono a Roma altri diciotto, portando il quorum necessario all'elezione a 30 voti. Il 4 luglio, tuttavia, il cardinale Girolamo de Bardi dovette abbandonare il conclave per malattia.

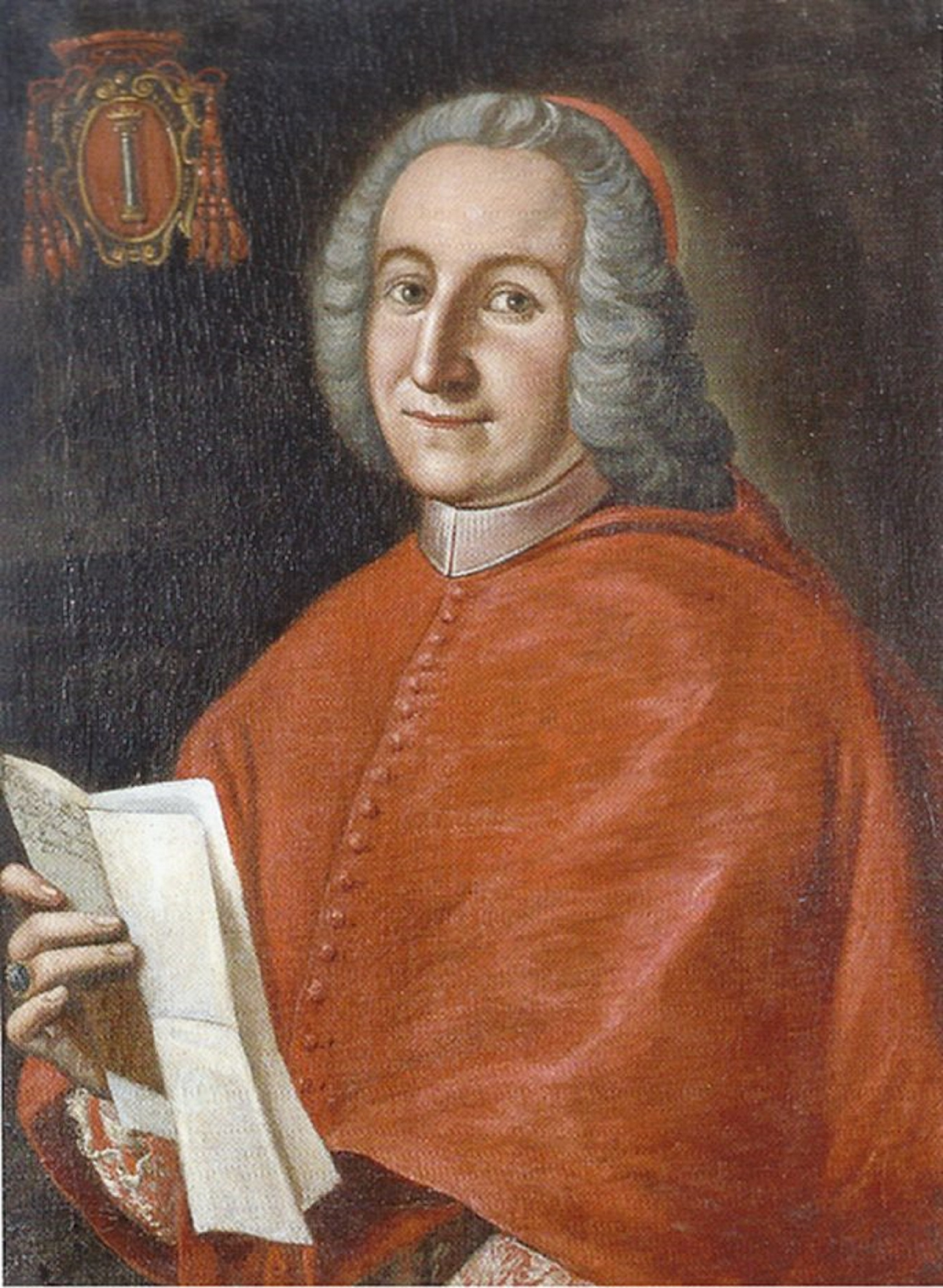
Il Cardinale Girolamo II Colonna, camerlengo durante la sede vacante del 1758

A causa dell'assenza dei cardinali rappresentanti delle potenze cattoliche europee, i cosiddetti "cardinali della corona", gli ambasciatori di Francia e del Sacro Romano Impero chiesero ai porporati presenti di ritardare l'inizio del conclave. Poiché questa richiesta venne respinta, nessun candidato degno di nota emerse nei primi scrutini. Alla prima votazione, il 16 maggio 1758, il maggior numero di consensi (8 voti diretti, più 3 di accessus) andarono al cardinale Raniero d'Elci. Tuttavia d'Elci non era la prima scelta di Corsini e della sua fazione, la quale sosteneva Spinelli, così come la sua candidatura non poteva essere seria a causa della sua età, ben 87 anni.
Successivamente, infatti, il cardinale Corsini propose l'elezione di Giuseppe Spinelli, ma trovò l'opposizione di Domenico Orsini. Un candidato con buone possibilità di elezione fu Alberico Archinto, segretario di stato e vicecancelliere del defunto papa. Archinto aveva il sostegno dei conservatori, ma la fazione di Corsini non era d'accordo a sostenerlo. Alla fine, quindi, anche il suo nome venne ritirato.
Gradualmente i rappresentanti delle corti reali europee arrivarono a Roma con le istruzioni dei rispettivi sovrani. Il 4 giugno arrivò il cardinale della corona Paul d'Albert de Luynes con le istruzioni di Luigi XV di Francia. Cinque giorni dopo venne annunciata ufficialmente la candidatura del cardinale Prospero Colonna di Sciarra.
Nei giorni successivi l'attenzione del conclave si focalizzò su Carlo Alberto Guidobono Cavalchini, il quale ricevette parecchi voti: il 19 giugno ottenne 20 voti, il 21 giugno 26 e il 22 giugno 28, il che significava che era a un solo voto dall'elezione. A quel punto, però, il cardinale Luynes chiese la parola e informò che Luigi XV, avvalendosi dell'antico ius exclusivae, aveva posto il veto proprio contro Cavalchini, ritenuto troppo filogesuita: l'esclusione provocò forti proteste, ma venne rispettata. 
L'arrivo del cardinale della corona Franz Konrad von Rodt, il 29 giugno, con le istruzioni della corte imperiale di Vienna, fu il punto di svolta per il conclave, il quale vide una ridefinizione degli schieramenti e dei relativi candidati sostenuti. La sua lista di 17 cardinali ritenuti accettabili da Vienna conteneva, tra gli altri, i nomi di Borghese, Cavalchino, Oddi, Lante e Stopani. Negoziati diretti fra von Rodt e Giuseppe Spinelli portarono alla proposta della candidatura del cardinale Carlo Rezzonico, vescovo di Padova. I cardinali che inizialmente gli si erano opposti alla fine decisero di sostenerlo. Dopo consultazioni fra i porporati e l'ambasciatore francese Laon apparve chiaro che Rezzonico sarebbe stato eletto. Il 4 luglio Rezzonico ricevette 22 voti. 
La sera del 6 luglio 1758, il cardinale Carlo Rezzonico ricevette 31 voti, uno in più dei due terzi necessari e risultò canonicamente eletto papa: assunse il nome di Clemente XIII. L'elezione venne annunciata alle 22,45 dalla loggia esterna della Basilica Vaticana dal cardinale protodiacono Alessandro Albani.

## Lista dei partecipanti

### Presenti in conclave
| Nome                                             | Paese                            | Titolo | Ruolo | Nascita    | Concistoro |
| ------------------------------------------------ | -------------------------------- | --- | --- | ---------- | ---------- |
| Raniero d'Elci                                   | Granducato di Toscana            | Cardinale vescovo di Ostia e Velletri; Cardinale presbitero in commendam di Santa Sabina                            | Decano del Collegio Cardinalizio; Prefetto della Congregazione dell'Immunità Ecclesiastica; Governatore di Velletri | 07/03/1670 | 20/12/1737 |
| Enrico Benedetto Stuart                          | Regno di Gran Bretagna           | Cardinale presbitero dei Santi XII Apostoli; Cardinale presbitero in commendam di Santa Maria in Portico Campitelli | Arciprete della Basilica di San Pietro in Vaticano; Presidente della Fabbrica di San Pietro; Camerlengo del Collegio Cardinalizio | 06/03/1725 | 03/07/1747 |
| Giovanni Francesco Albani                        | Stato Pontificio                 | Cardinale diacono di San Cesareo in Palatio                                                                         | Pro-segretario emerito della Congregazione dell'Immunità Ecclesiastica | 26/02/1720 | 10/04/1747 |
| Domenico Orsini d'Aragona                        | Regno di Napoli                  | Cardinale diacono di San Nicola in Carcere                                                                          | Duca emerito di Gravina | 05/06/1719 | 09/09/1743 |
| Vincenzo Malvezzi Bonfioli                       | Stato Pontificio                 | Cardinale presbitero dei Santi Marcellino e Pietro                                                                  | Arcivescovo metropolita di Bologna | 22/02/1715 | 26/11/1753 |
| Carlo Vittorio Amedeo Ignazio delle Lanze        | Regno di Sardegna                | Cardinale presbitero di San Sisto                                                                                   | Abate commendatario di Fruttuaria | 01/09/1712 | 10/04/1747 |
| Flavio Chigi                                     | Stato Pontificio                 | Cardinale diacono di Sant'Angelo in Pescheria                                                                       | Uditore generale emerito della Camera Apostolica | 08/09/1711 | 26/11/1753 |
| Giorgio Doria                                    | Repubblica di Genova             | Cardinale presbitero di Santa Cecilia; Cardinale presbitero di Sant'Agostino                                        | Prefetto della Congregazione del Buon Governo | 04/12/1708 | 09/09/1743 |
| Girolamo II Colonna                              | Stato Pontificio                 | Cardinale diacono dei Santi Cosma e Damiano                                                                         | Abate commendatario di Santa Maria in Silvis; Gran Priore di Roma del Sovrano Militare Ordine di Malta; Arciprete della Basilica Liberiana di Santa Maria Maggiore; Cardinale protettore della Pontificia Accademia Ecclesiastica; Camerlengo di Santa Romana Chiesa | 08/05/1708 | 09/09/1743 |
| Prospero Colonna di Sciarra                      | Stato Pontificio                 | Cardinale diacono di Santa Maria ad Martyres                                                                        | Abate commendatario dei Santi Vincenzo e Anastasio alle Tre Fontane; Prefetto dell'Economia della Congregazione di Propaganda Fide; Prefetto del Supremo Tribunale della Segnatura di Grazia                                                                         | 17/01/1707 | 09/09/1743 |
| Franz Konrad von Rodt                            | Principato vescovile di Costanza | Cardinale presbitero di Santa Maria del Popolo                                                                      | Vescovo di Costanza | 10/03/1706 | 05/04/1756 |
| Paul d'Albert de Luynes                          | Regno di Francia                 | Cardinale presbitero                                                                                                | Abate commendatario di Cerisy-la-Forêt; Seggio 29 dell'Académie française; Arcivescovo metropolita di Sens; Abate commendatario di Saint-Pierre de Corbie | 05/01/1703 | 05/04/1756 |
| Antonio Sersale                                  | Regno di Napoli                  | Cardinale presbitero di Santa Pudenziana                                                                            | Arcivescovo metropolita di Napoli | 25/02/1702 | 22/04/1754 |
| Alberico Archinto                                | Ducato di Milano                 | Cardinale presbitero di San Lorenzo in Damaso                                                                       | Cardinale Segretario di Stato di Sua Santità; Prefetto della Congregazione della Sacra Consulta; Prefetto della Congregazione di Avignone; Prefetto della Congregazione Lauretana; Prefetto della Congregazione Fermana; Vice-Cancelliere di Santa Romana Chiesa     | 08/11/1698 | 05/04/1756 |
| Antonio Andrea Galli                             | Stato Pontificio                 | Cardinale presbitero di San Pietro in Vincoli                                                                       | Penitenziere Maggiore; Prefetto della Congregazione dell'Indice dei Libri Proibiti | 30/11/1697 | 26/11/1753 |
| Ludovico Maria Torriggiani                       | Granducato di Toscana            | Cardinale diacono dei Santi Vito, Modesto e Crescenzia                                                              | Segretario emerito della Congregazione della Sacra Consulta | 18/10/1697 | 26/11/1753 |
| Francesco Scipione Maria Borghese                | Stato Pontificio                 | Cardinale vescovo di Albano                                                                                         | Maestro di Camera emerito della Corte Pontificia; Prefetto emerito del Palazzo Apostolico | 20/05/1697 | 06/07/1729 |
| Étienne-René Potier de Gesvres                   | Regno di Francia                 | Cardinale presbitero di Sant'Agnese fuori le mura                                                                   | Vescovo di Beauvais | 02/01/1697 | 05/04/1756 |
| Giuseppe Pozzobonelli                            | Ducato di Milano                 | Cardinale presbitero di Santa Maria in Via                                                                          | Arcivescovo metropolita di Milano | 11/08/1696 | 09/09/1743 |
| Fabrizio Serbelloni                              | Ducato di Milano                 | Cardinale presbitero di Santo Stefano al Monte Celio                                                                | Legato apostolico di Bologna | 04/11/1695 | 26/11/1753 |
| Giovanni Francesco Stoppani                      | Ducato di Milano                 | Cardinale presbitero dei Santi Silvestro e Martino ai Monti                                                         | Legato apostolico di Romagna | 16/09/1695 | 26/11/1753 |
| Federico Marcello Lante Montefeltro della Rovere | Stato Pontificio                 | Cardinale presbitero di San Silvestro in Capite                                                                     | Presidente emerito della Legazione di Urbino | 18/04/1695 | 09/09/1743 |
| Marcello Crescenzi                               | Stato Pontificio                 | Cardinale presbitero di Santa Maria in Traspontina                                                                  | Arcivescovo di Ferrara | 27/10/1694 | 09/09/1743 |
| Giovanni Francesco Banchieri                     | Granducato di Toscana            | Cardinale diacono di Sant'Adriano al Foro                                                                           | Abate commendatario di Subiaco; Legato apostolico di Ferrara | 23/09/1694 | 26/11/1753 |
| Giuseppe Spinelli                                | Regno di Napoli                  | Cardinale vescovo di Palestrina                                                                                     | Prefetto della Congregazione di Propaganda Fide | 01/02/1694 | 17/01/1735 |
| Giuseppe Maria Feroni                            | Granducato di Toscana            | Cardinale presbitero di San Pancrazio fuori le mura                                                                 | Segretario emerito della Congregazione dei Vescovi e Regolari | 30/04/1693 | 26/11/1753 |
| Carlo della Torre Rezzonico                      | Repubblica di Venezia            | Cardinale presbitero di San Marco                                                                                   | Abate commendatario di Summaga; Vescovo di Padova | 07/03/1693 | 20/12/1737 |
| Carlo Francesco Durini                           | Ducato di Milano                 | Cardinale presbitero dei Santi Quattro Coronati                                                                     | Arcivescovo-vescovo di Pavia; Arcivescovo titolare di Amasea | 20/01/1693 | 26/11/1753 |
| Camillo Paolucci                                 | Stato Pontificio                 | Cardinale presbitero di Santa Maria in Trastevere; Cardinale presbitero in commendam dei Santi Giovanni e Paolo     | Legato apostolico emerito di Ferrara | 09/12/1692 | 09/09/1743 |
| Alessandro Albani                                | Stato Pontificio                 | Cardinale diacono di Santa Maria in Via Lata; Cardinale diacono in commendam di Santa Maria in Cosmedin             | Abate commendatario di Nonantola; Prefetto della Congregazione delle Acque; Cardinale protodiacono | 15/10/1692 | 16/07/1721 |
| Carlo Maria Sacripante                           | Stato Pontificio                 | Cardinale vescovo di Frascati                                                                                       | Tesoriere generale emerito della Camera Apostolica | 01/09/1689 | 30/09/1739 |
| Luca Melchiore Tempi                             | Granducato di Toscana            | Cardinale presbitero di Santa Croce in Gerusalemme                                                                  | Nunzio apostolico emerito in Portogallo | 13/02/1688 | 26/11/1753 |
| Clemente Argenvilliers                           | Stato Pontificio                 | Cardinale presbitero della Santissima Trinità al Monte Pincio                                                       | Rettore dell'Università "La Sapienza"; Abate commendatario di Santa Maria di Valdiponte; Prefetto della Congregazione del Concilio | 30/12/1687 | 26/11/1753 |
| Daniele Dolfin                                   | Repubblica di Venezia            | Cardinale presbitero di Santa Maria sopra Minerva                                                                   | Arcivescovo metropolita di Udine | 22/01/1688 | 10/04/1747 |
| Neri Maria Corsini                               | Granducato di Toscana            | Cardinale diacono di Sant'Eustachio                                                                                 | Prefetto del Supremo Tribunale della Segnatura Apostolica; Arciprete della Basilica di San Giovanni in Laterano; Segretario della Congregazione della Romana e Universale Inquisizione                                                                               | 19/05/1685 | 14/08/1730 |
| Cosimo Imperiali                                 | Repubblica di Genova             | Cardinale presbitero di San Clemente                                                                                | Vice-Camerlengo emerito della Camera Apostolica | 24/04/1685 | 26/11/1753 |
| Girolamo de Bardi                                | Granducato di Toscana            | Cardinale presbitero di Santa Maria degli Angeli                                                                    | Segretario emerito della Congregazione della Sacra Consulta | 31/01/1685 | 09/09/1743 |
| Giambattista Roero di Pralormo                   | Regno di Sardegna                | Cardinale presbitero di San Crisogono                                                                               | Arcivescovo metropolita di Torino | 28/11/1684 | 05/04/1756 |
| Carlo Alberto Guidobono Cavalchini               | Regno di Sardegna                | Cardinale presbitero di Santa Maria della Pace                                                                      | Prefetto della Congregazione dei Vescovi e Regolari | 26/07/1683 | 09/09/1743 |
| Fortunato Tamburini                              | Ducato di Modena e Reggio        | Cardinale presbitero di San Callisto                                                                                | Abate ordinario di San Paolo fuori le Mura; Prefetto della Congregazione sopra la Correzione dei Libri della Chiesa Orientale; Prefetto della Congregazione dei Riti                                                                                                 | 02/02/1683 | 09/09/1743 |
| Domenico Silvio Passionei                        | Stato Pontificio                 | Cardinale presbitero di Santa Prassede; Cardinale presbitero in commendam di San Bernardo alle Terme Diocleziane    | Segretario dei Brevi Apostolici; Archivista e Bibliotecario di Santa Romana Chiesa | 02/12/1682 | 23/06/1738 |
| Joaquín Fernández de Portocarrero                | Regno di Spagna                  | Cardinale vescovo di Sabina                                                                                         | Prefetto della Congregazione per le Indulgenze e le Sacre Reliquie | 27/03/1681 | 09/09/1743 |
| Giacomo Oddi                                     | Stato Pontificio                 | Cardinale presbitero di Sant'Anastasia                                                                              | Arcivescovo-vescovo di Viterbo e Tuscania | 11/11/1679 | 09/09/1743 |
| Agapito Mosca                                    | Stato Pontificio                 | Cardinale presbitero di Sant'Agata alla Suburra                                                                     | Legato apostolico emerito di Ferrara | 28/04/1678 | 01/10/1732 |
| Giovanni Antonio Guadagni                        | Granducato di Toscana            | Cardinale vescovo di Porto e Santa Rufina                                                                           | Vicario generale di Sua Santità per la Diocesi di Roma; Prefetto della Congregazione della Disciplina dei Regolari; Prefetto della Congregazione per la Residenza dei Vescovi; Sottodecano del Collegio Cardinalizio                                                 | 14/09/1674 | 24/09/1731 |

### Assenti in conclave
| Nome                                             | Paese                 | Titolo                                             | Ruolo                                                                                           | Nascita    | Concistoro |
| ------------------------------------------------ | --------------------- | -------------------------------------------------- | ----------------------------------------------------------------------------------------------- | ---------- | ---------- |
| Francisco de Saldanha da Gama                    | Regno del Portogallo  | Cardinale presbitero                               | Primicerio della Cattedrale di Lisbona                                                          | 20/05/1723 | 05/04/1756 |
| Francisco de Solís Folch de Cardona              | Regno di Spagna       | Cardinale presbitero dei Santi XII Apostoli        | Arcivescovo metropolita di Siviglia                                                             | 16/02/1713 | 05/04/1756 |
| Giovanni Teodoro di Baviera                      | Sacro Romano Impero   | Cardinale presbitero dei San Lorenzo in Pansiperna | Amministratore apostolico di Ratisbona; Vescovo di Liegi; Amministratore apostolico di Frisinga | 03/09/1703 | 09/09/1743 |
| Luis Fernández de Córdoba                        | Regno di Spagna       | Cardinale presbitero                               | Arcivescovo metropolita di Toledo                                                               | 22/01/1696 | 18/12/1754 |
| Nicolas-Charles de Saulx-Tavannes                | Regno di Francia      | Cardinale presbitero                               | Abate commendatario di Saint-Étienne de Caen; Grande Elemosiniere di Francia                    | 09/09/1670 | 05/04/1756 |
| José Manuel da Câmara d'Atalaia                  | Regno del Portogallo  | Cardinale presbitero                               | Patriarca di Lisbona                                                                            | 25/12/1686 | 10/04/1747 |
| Joseph Dominick von Lamberg                      | Sacro Romano Impero   | Cardinale presbitero di San Pietro in Montorio     | Principe-vescovo di Passavia                                                                    | 08/07/1680 | 20/12/1737 |
| Thomas Philip Wallrad d'Alsace-Boussut de Chimay | Paesi Bassi austriaci | Cardinale presbitero di San Lorenzo in Lucina      | Arcivescovo metropolita di Malines; Cardinale protopresbitero                                   | 12/11/1679 | 29/11/1719 |
| Alvaro Mendoza Caamaño y Sotomayor               | Regno di Spagna       | Cardinale presbitero                               | Patriarca titolare delle Indie Occidentali; Abate ordinario di Alcalá la Real                   | 14/11/1671 | 10/04/1747 |
| Giovanni Battista Mesmer                         | Ducato di Milano      | Cardinale presbitero di Sant'Onofrio               | Tesoriere generale emerito della Camera Apostolica                                              | 21/04/1671 | 10/04/1747 |